# Zinha
 Antonio Naelson Matías, plus connu sous le nom de Zinha, né le 23 mai 1976 à Itajá au (Brésil), est un footballeur qui a la double nationalité mexicaine et brésilienne. Il joue au poste de milieu offensif avec l'équipe du Mexique et Deportivo Toluca (1,63 m pour 66 kg).

## Carrière

### En équipe nationale
Il a fait ses débuts internationaux en septembre 2004 contre l'équipe de Trinité et Tobago.
Antonio Naelson participe à la coupe du monde 2006 avec l'équipe du Mexique. Il inscrit d'ailleurs un remarquable but de la tête (du haut de son 1 mètre 67) contre l'Iran lors d'une action collective de type "une-deux".

## Palmarès
- 36 sélections avec l'équipe du Mexique (5 buts)
- Gold Cup (CONCACAF) en 2003